# Hypena longipennis
Hypena longipennis là một loài bướm đêm trong họ Erebidae.

## Hình ảnh

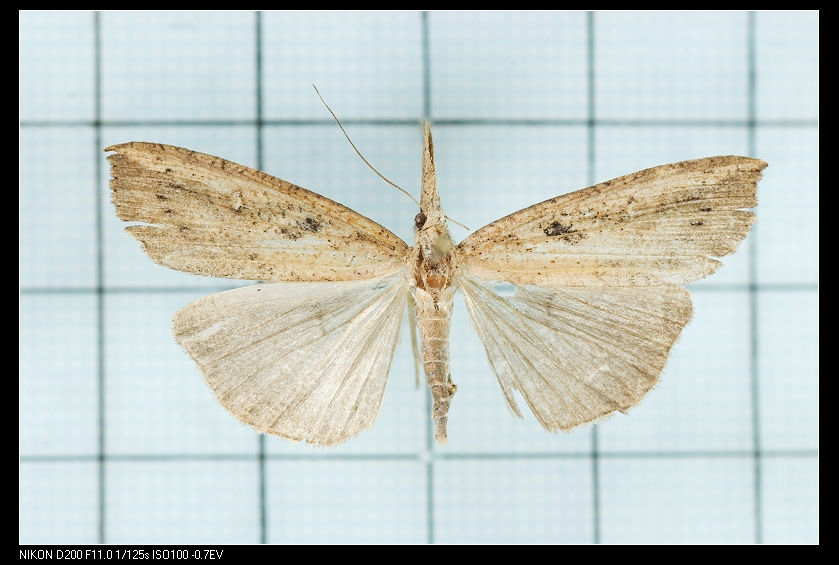
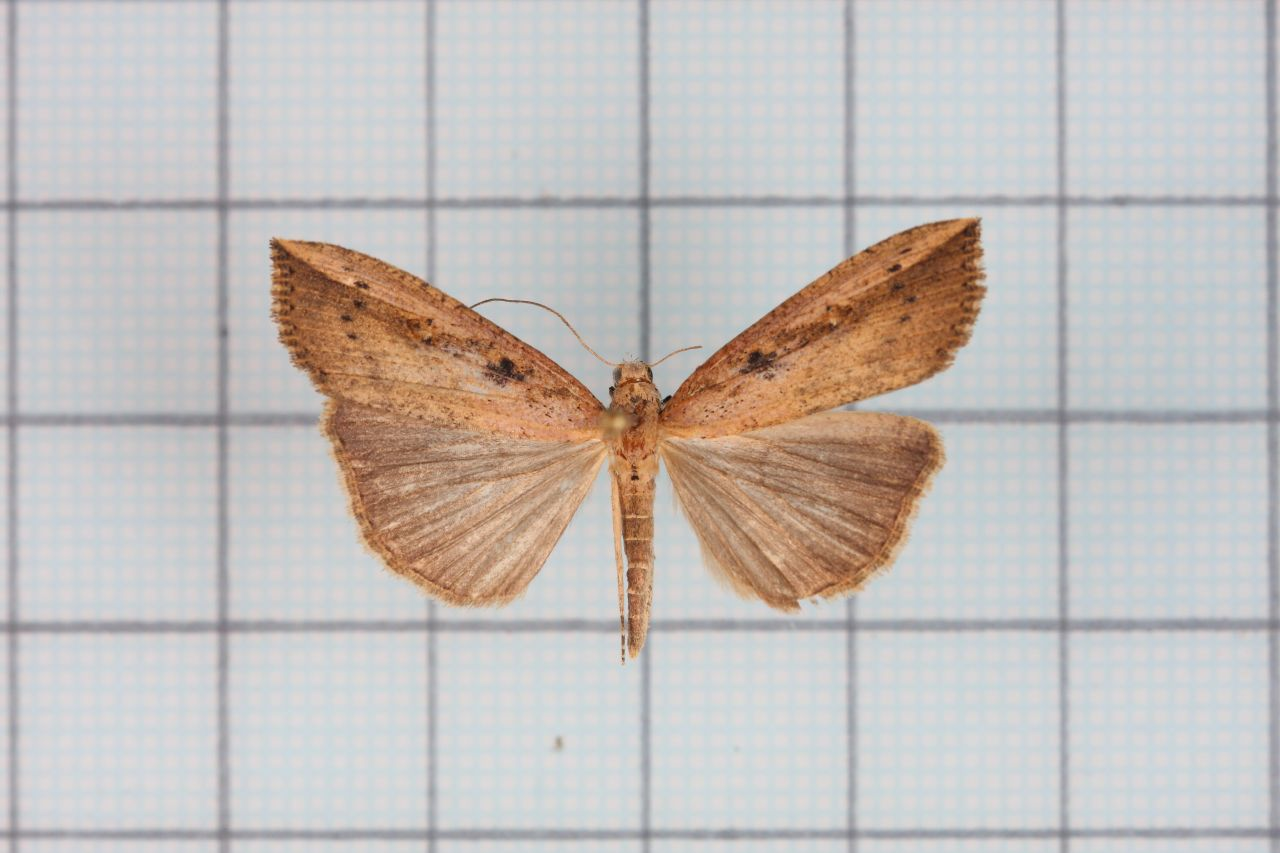
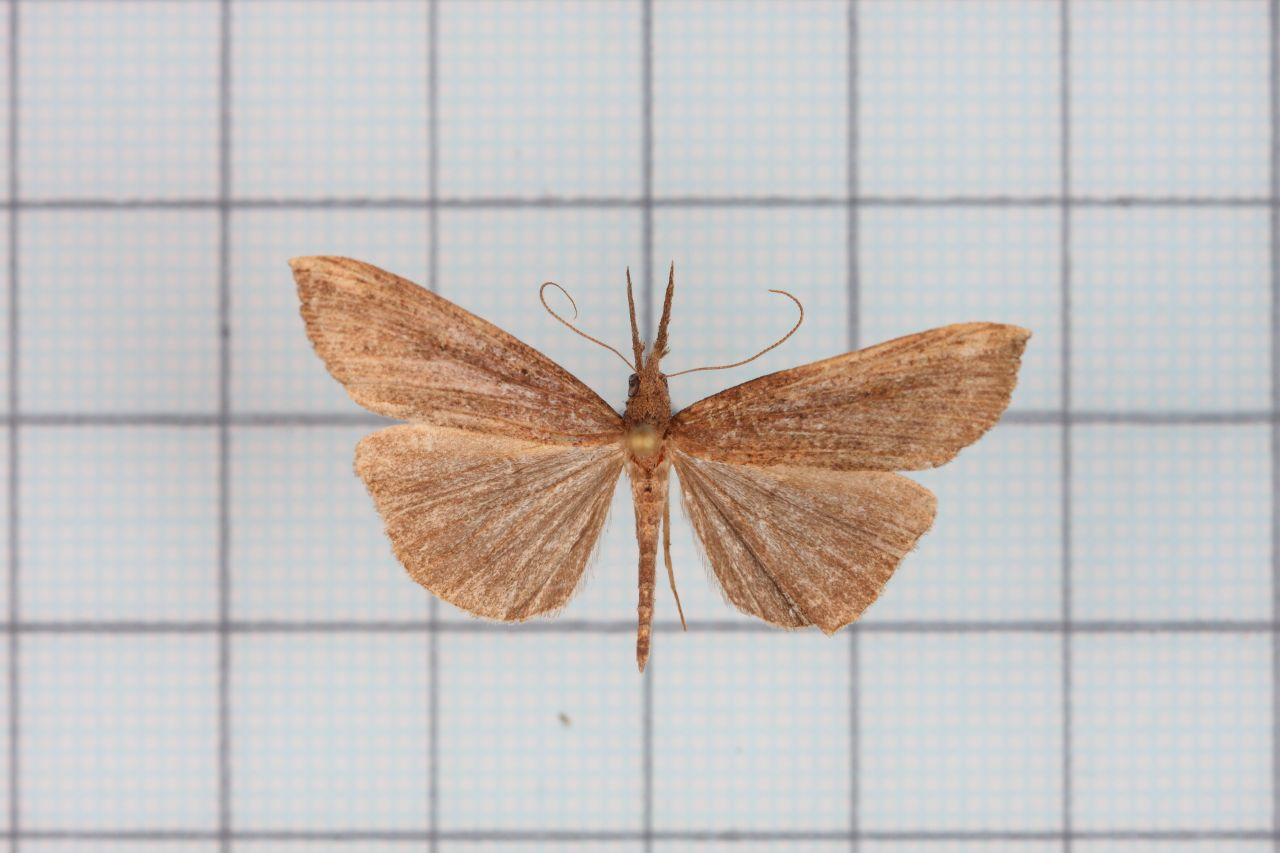
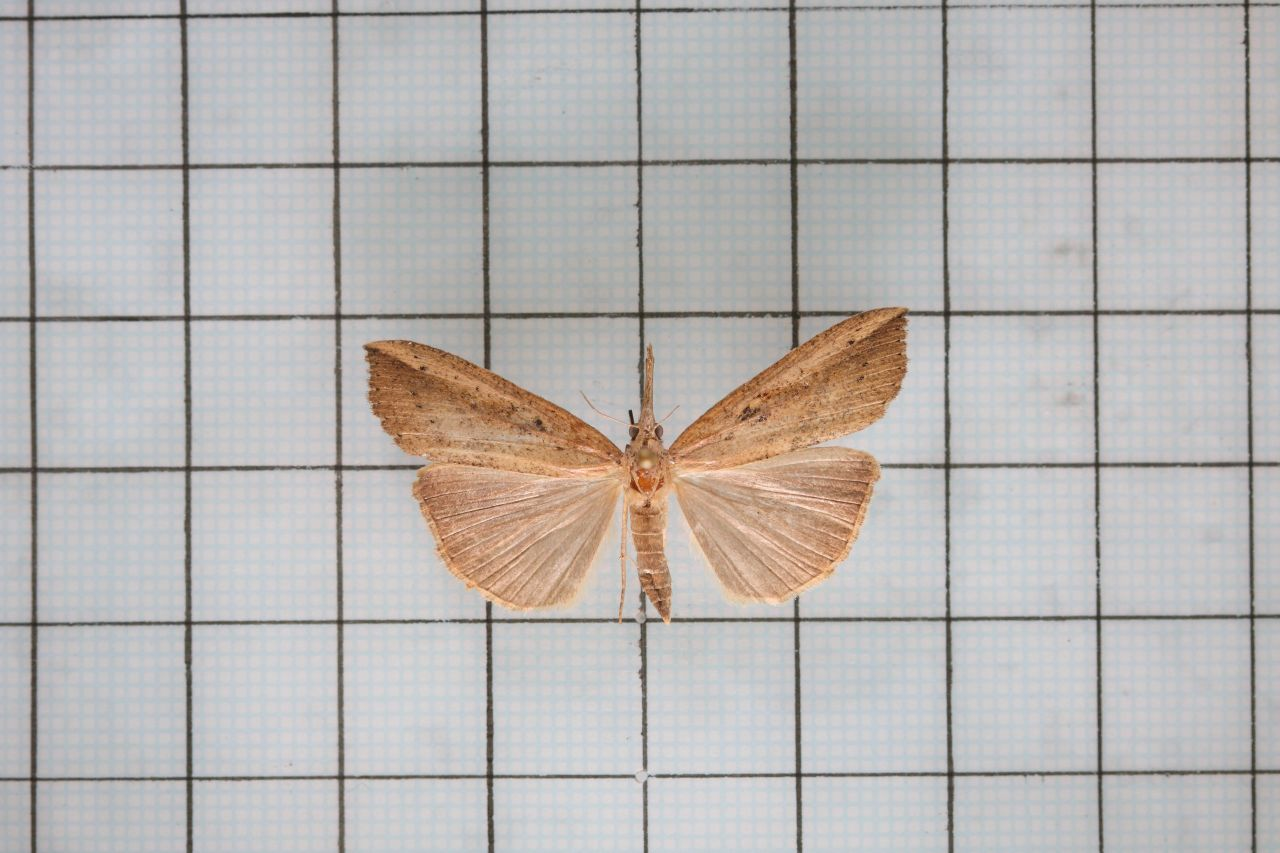